# Neues Rathaus (Erlangen)
Das Neue Rathaus der bayerischen Großstadt Erlangen wurde in den Jahren 1969 bis 1971 nach den Plänen des Nürnberger Architekten Harald Loebermann erbaut. Der moderne, funktionale Bau ist Teil des Verwaltungs- und Geschäftszentrums Neuer Markt.

## Geschichte
Etwa seit 1960 gab es Pläne, südlich der historischen Altstadt ein neues Verwaltungs- und Geschäftszentrum für die aufstrebende Stadt Erlangen zu errichten. Nachdem Horten 1965 dort bereits einen großen Kaufhaus-Neubau errichtete, wurde das Projekt Neuer Markt nach den Plänen des aus Ansbach stammenden Architekten Heinrich Loebermann zwischen 1969 und 1972 verwirklicht. Zur gleichen Zeit wie das Rathaus entstanden in unmittelbarer Nähe auch ein Kongresszentrum (ursprünglich als Stadthalle bezeichnet, später in Heinrich-Lades-Halle umbenannt), ein Hotel, zwei Einkaufszentren und ein Parkhaus. Der erste Bauabschnitt des Rathauses wurde am 6. Oktober 1971 eröffnet, der zweite rund ein Jahr später. Die Baukosten beliefen sich auf insgesamt rund 19 Millionen D-Mark.
In den Jahren 2002 bis 2005 erfolgte eine Generalsanierung des Rathauses. Diese war notwendig geworden, weil Schäden insbesondere an den Betonteilen der Fassade aufgetreten waren. Die Arbeiten wurde von dem Nürnberger Architekten Wolfgang Loebermann, dem Sohn des Erbauers Heinrich Loebermann, verantwortet. Die Gesamtkosten betrugen rund 25 Millionen Euro. Seit dem Umbau sind im Neuen Rathaus 16 städtische Dienststellen, eine wenige als zuvor, untergebracht.

## Beschreibung
Mit seinem kantigen und schmucklosen Außenbau sowie dem durchdachten Nutzungskonzept kann das Neue Rathaus als typisches Beispiel der funktionalen Architektur der frühen 1970er Jahre gelten. Das Erdgeschoss, in dem das Bürgeramt, die Poststelle und eine große, für Ausstellungen nutzbare Halle untergebracht sind, sowie das erste Obergeschoss mit einem großzügigen Foyer, dem Großen und Kleinen Ratssaal, den Fraktionszimmern, den Diensträumen des Oberbürgermeisters, dem Bürgermeister- und Presseamt und dem Trauungssaal, bilden eine Art Sockelzone. Darüber erhebt sich ein durch drei Aufzüge und ein Treppenhaus erschlossener Hochhauskomplex mit 343 Räumen, darunter 290 Büros, 20 Lagerräume und 11 Besprechungszimmer. Dieser Bau gliedert sich in drei unterschiedliche hohe und breite Kuben zu sechs, neun und vierzehn Stockwerken, die (in dieser Reihenfolge) nach Süden, Westen und Osten ausgerichtet sind. Der Außenbau ist durch eine Sichtbetonfassade geprägt, der horizontale Fensterbänder ein einheitliches Erscheinungsbild verleihen.